# هاتن (نام خانوادگی)
هاتن ممکن است به یکی از موارد زیر اشاره داشته باشد:
- باربارا هاتن
- بتی هاتن
- برایان جی هاتن
- جیم هاتن
- جون هاتن
- لورن هاتن
- رابرت هاتن
- تیموتی هاتن
- جان هاتن
- جیمز هاتن
- ریچارد هولت هاتن